# Broomhedge
Broomhedge est un hameau situé à environ 19 km de Belfast, près de Lisburn en Irlande du Nord.

## Démographie
Selon le recensement de 2001, la région postale qui couvre Broomhedge a une population de 403, dont :
- 52,9 % hommes, 47,1 % femmes ;
- 25,6 % en dessous de 18 ans, 20,6 % plus de 60 ans ;
- tous sont des « Blancs » sur le plan ethnique ;
- 97 % nés en Irlande du Nord ;
- 4,5 % catholiques, 92,6 % protestants ;
- 92 % habitent maisons individuelles ;
- 10,9 % entre 16 et 74 ans employés comme agriculteurs.

## Topographie
Les limites de Broomhedge ne concordent pas exactement aux limites de la paroisse anglicane (Église d'Irlande). En fait, Broomhedge en soi est traversé par les zones postales de Lisburn et Craigavon. Le hameau regroupe aussi beaucoup de townlands (petits cantons irlandais).